# Håkan Wallbom
Karl Håkan Wallbom, född 12 augusti 1944 i Köping, död 12 december 2016 i Olhão, Portugal, var en svensk clown.
Wallbom började som clown i konstellationen Wallbom & Boman 1972, efter att ha arbetat som skådespelare vid Riksteatern, sedan 1966. Wallbom blev sedan teaterföreståndare vid Vår Teater, Gröndal, där han var med och bildade gruppen Lekteatern. Då Ingvar Boman kom med i gruppen delades den och de två bildade sitt clownpar.
Under perioden 1989–2004 blev det femton vinter/sommar-säsonger på Komediteatern, Gröna Lund. Av de många olika föreställningarna där är Barbro Lindgrens Loranga, Masarin och Dartanjang den mest välkända.
I början på 80-taler separerade Wallbom och Boman. Håkan Wallbom köpte kompassföretaget Instrumentfabriks AB Lyth och ägnade sig – fram till 1990 då han sålde företaget – åt att tillverka nautiska instrument åt flottan och yrkessjöfarten, samtidigt som han då och då gästspelade på Komediteatern. Därutöver tecknade han animerade filmer för TV1: Platon i tio avsnitt, tillsammans med Bo Halldoff, bror till Jan Halldoff samt Plätten och Fräknan i fem avsnitt. Samt flera andra produktioner för samma kanal.
Wallbom är gravsatt i minneslunden på Katarina kyrkogård i Stockholm.

## Filmografi i urval
- 1977 – Månen är en grön ost